# Ернст Едуард фон дер Шуленбург
Ернст Едуард фон дер Шуленбург (на немски: Ernst Eduard Graf von der Schulenburg; * 29 ноември 1832, Емден, част от Алтенхаузен, Анхалт; † 2 септември 1905, Емден) е граф от род „фон дер Шуленбург“ от клон „Бялата линия“. Той напуска през 1872 г. като майор военната си служба и се занимава най-вече с имението Емден. От 1894 г. е парламентар в пруския Херен Хауз.

## Произход и наследство
Той е вторият син на пруския политик граф Едуард Ернст Фридрих Карл фон дер Шуленбург-Емден (1792 – 1871) и съпругата му фрайин Аделхайд фон дер Рек (1807 – 1891), дъщеря на фрайхер Карл фон дер Рек (1773 – 1851) и Луиза фон Ингерслебен (1784 – 1849). Внук е на пруския политик граф Филип Ернст Александер фон дер Шуленбург-Емден (1762 – 1820) и Каролина Ернестина Фридерика фон Алвенслебен (1766 – 1856). Правнук е на граф Александер Якоб фон дер Шуленбург (1710 – 1775) и фрайин Еренгард Мария София фон дер Шуленбург (1737 – 1786). Брат е на неженения граф Едуард Александер Карл фон дер Шуленбург (1830 – 1905), кралски пруски съветник в управлението, на Аделхайд фон дер Шуленбург-Емден (1834 – 1870), омъжена на 5 юни 1856 г. в Емден за далечния братовчед политика граф Гюнтер Ернст Гебхард Карл фон дер Шуленбург-Волфсбург (1819 – 1895), и на Маргарета Аделхайд фон дер Шуленбург-Емден (1839 – 1906), омъжена на 9 май 1873 г. в Потсдам за граф Гюнтер Ернст Гебхард Карл фон дер Шуленбург (1819 – 1895), вдовецът на сестра ѝ.
В края на 15 век графовете фон дер Шуленбург-Алтенхаузен получават рицарското имение Емден, което остава тяхна собственост до национализацията през септември 1945 г.
Ернст Едуард умира на 73 години на 2 септември 1905 г. в Емден. Синът му Матиас умира неженен през 1923 г. и така 1,126 хектара чифлик „Гут Емден“ отива на фамилията „Алтенхаузен“.

## Фамилия
Ернст Едуард фон дер Шуленбург се жени на 31 октомври 1867 г. в Барут за графиня Анна Амалия Ида фон Золмс-Барут (* 20 юни 1841, Барут; † 8 април 1903, Емден), дъщеря на граф Фридрих Хайнрих Лудвиг фон Золмс-Барут (1795 – 1879) и втората му съпруга графиня Ида фон Валвиц (1810 – 1869), дъщеря на граф Фридрих Лебрехт фон Валвиц (1773 – 1836) и графиня Вилхелмина Луиза фон дер Шуленбург (1772 – 1846). Те имат децата:
- Фридрих Матиас Ернст Едуард фон дер Шуленбург (* 1868; † 16 август 1923, Хале/Заале), граф, неженен
- Бригита Елизабет Анна Ида Аделхайд (* 1873; † 6 септември 1925, Берлин), неомъжена
- Магдалена Урсула (* 3 ноември 1875, Емден; † 20 август 1947, Фюрстенвалде), омъжена за Евалд фон Масов (* 20 април 1862, Берлин; † 27 февруари 1937, Потсдам)